# (3992) Wagner
(3992) Wagner es un asteroide perteneciente al cinturón de asteroides descubierto el 29 de septiembre de 1987 por Freimut Börngen desde el Observatorio Karl Schwarzschild, en Tautenburg, Alemania.

## Designación y nombre
Wagner se designó inicialmente como 1987 SA7.
Más adelante, en 1989, fue nombrado en honor del compositor alemán Richard Wagner (1813-1883).

## Características orbitales
Wagner orbita a una distancia media de 3,017 ua del Sol, pudiendo alejarse hasta 3,262 ua y acercarse hasta 2,772 ua. Tiene una excentricidad de 0,08119 y una inclinación orbital de 10,42 grados. Emplea en completar una órbita alrededor del Sol 1914 días.

## Características físicas
La magnitud absoluta de Wagner es 11,4 y el periodo de rotación de 20,63 horas.